# Oblivion (singel Bastille)
Oblivion – utwór brytyjskiego indierockowego zespołu Bastille, który znalazł się na ich pierwszej kompilacji zatytułowanej All This Bad Blood oraz albumie studyjnym, zatytułowanym Bad Blood. Utwór wydany został 8 września 2014 roku przez wytwórnię Virgin Records jako drugi singel z kompilacji. Produkcją singla zajął się Mark Crew wraz z Danem Smithem, który jest także twórcą tekstu. 15 lipca 2014 roku zespół podczas występu w London Somerset House potwierdził, że utwór „Oblivion” zostanie następnym singlem. Utwór został wykorzystany w dziewiątym odcinku czwartego sezonu serialu Pamiętniki wampirów.

## Teledysk
Teledysk swoją premierę miał 21 lipca 2014 roku na stronie MSN Music UK. Reżyserią zajął się Austin Peters, który również był reżyserem teledysków do singli „Flaws” i „Laura Palmer”. W teledysku wystąpiła brytyjska aktorka Sophie Turner.

## Występy na żywo
Po raz pierwszy zespół zaprezentował na żywo „Oblivion” we wrześniu 2012 roku podczas iTunes Festival. Zespół wykonał również ten utwór 25 stycznia 2014 roku podczas programu Saturday Night Live.